# Bidache
Bidache is een gemeente in het Franse departement Pyrénées-Atlantiques (regio Nouvelle-Aquitaine). De plaats maakt deel uit van het arrondissement Bayonne. Bidache telde op 1 januari 2022 1.347 inwoners.

## Geografie
De oppervlakte van Bidache bedroeg op 1 januari 2022 30,43 vierkante kilometer; de bevolkingsdichtheid was toen 44,3 inwoners per km².

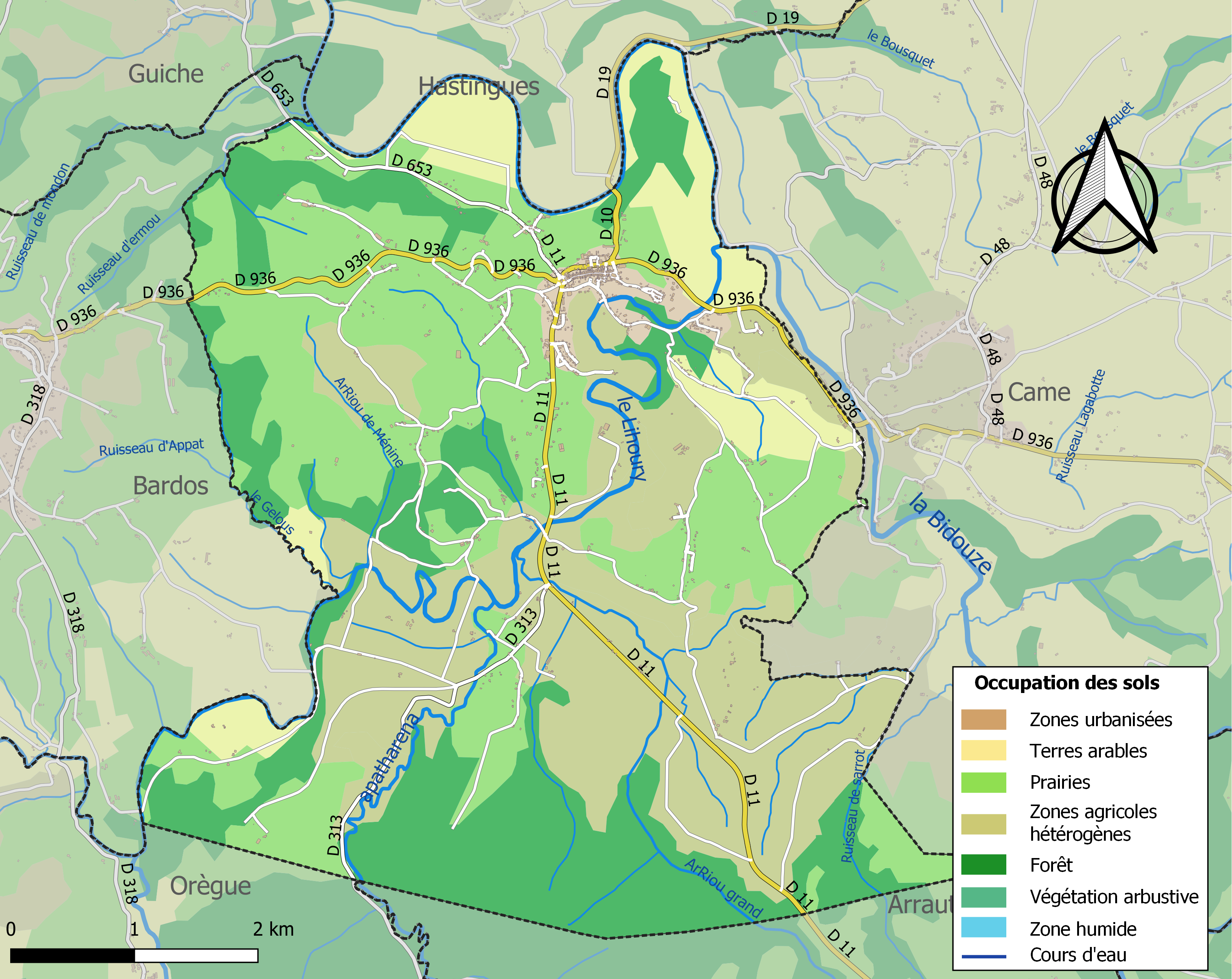
Kaart van de gemeente met belangrijkste infrastructuur, bodemgebruik en omliggende gemeenten

## Demografie
Onderstaande figuur toont het verloop van het inwonertal (bron: INSEE-tellingen).